# فيلي وليامز (منافس ألعاب قوى)
فيلي وليامز (بالإنجليزية: Willie Williams)‏ هو منافس ألعاب قوى أمريكي، ولد في 12 سبتمبر 1931، وتوفي في 27 فبراير 2019.

## وصلات خارجية
- فيلي وليامز على موقع الاتحاد الدولي لألعاب القوى (الإنجليزية)